# Ermita dels Apòstols (Lladó)
Ermita dels Apòstols és una església del municipi de Lladó (Alt Empordà) inclosa en l'Inventari del Patrimoni Arquitectònic de Catalunya.

## Descripció
Ermita que es troba als afores de Lladó vora el camí de Sant Martí Sesserres. L'ermita és d'una sola nau amb absis semicircular. La façana té la porta rectangular i més amunt s'obra una finestra amb molt poca llum, és l'única obertura del temple. El frontis és coronat per un campanar de cadireta d'un arc. La nau es cobreix amb volta de canó sustentada per tres arcs torals. L'arc triomfal és apuntat i la volta del presbiteri, té forma ametllada. La construcció és de pedres sense treballar, només són tallades les dels cantonades obertures i arcs.Potser fou construïda als segles XVI-XVII, en substitució de la més antiga de finals del segle xiv.

## Història
La primera notícia ens ve donada per un document de l'any 1398 i l'anomena:"Sanctorum aapostolorum fhilpi et Jacobi...in loco Le Torre". Dedicada, per tant a Sant felip i sant Jaume.
Estigué sota la jurisdicció de Santa Maria.